# Esztergom
Esztergom (în latină Strigonium, în germană Gran, în poloneză Ostrzyhom, în rusă Острогон, în slovacă Ostrihom, în română Strigoniu) este un oraș în districtul Esztergom, județul Komárom-Esztergom, Ungaria, având o populație de 28.255 de locuitori (2011). Orașul este cunoscut mai ales datorită Bazilicii din Esztergom, catedrala Arhiepiscopiei de Esztergom-Budapesta.
Tot la Esztergom își are sediul Curtea Constituțională a Republicii Ungare (Magyar Köztársaság Alkotmánybírósága).
Începând cu 1973, în aproape fiecare vară are loc un Festival Internațional de chitară clasică.
În anul 2001 a fost redat în folosință Podul Maria Valeria, care face legătura între Esztergom și Štúrovo, pe malul slovac al Dunării. Podul inițial, inaugurat în 1895, a fost aruncat în aer în 1944, de trupele germane în retragere.

## Demografie
Componența etnică a orașului Esztergom
     Maghiari (92,66%)
     Romi (2,8%)
     Germani (2,02%)
     Necunoscut (0,74%)
     Alții (1,78%)
Componența confesională a orașului Esztergom
     Romano-catolici (46,46%)
     Fără religie (13,47%)
     Reformați (5,83%)
     Atei (1,48%)
     Necunoscută (31,34%)
     Alte religii (3,1%)
Conform recensământului din 2011, orașul Esztergom avea 28.255 de locuitori. Din punct de vedere etnic, majoritatea locuitorilor (92,66%) erau maghiari, existând și minorități de romi (2,8%) și germani (2,02%). Apartenența etnică nu este cunoscută în cazul a 0,74% din locuitori. Nu există o religie majoritară, locuitorii fiind romano-catolici (46,46%), persoane fără religie (13,47%), reformați (5,83%) și atei (1,48%). Pentru 31,34% din locuitori nu este cunoscută apartenența confesională.